# Impero Kitara
     Estensione dell'impero Kitara secondo le fonti orali
     Estensione ipotizzata secondo le evidenze archeologiche

Estensione dell'impero Kitara secondo le fonti orali
Estensione ipotizzata secondo le evidenze archeologiche

Secondo la tradizione orale dei popoli della regione dei Grandi Laghi Africani, l'Impero Kitara, governato dalla dinastia Bachwezi (o Bacwezi, o Chwezi) è un antico impero che avrebbe dominato gran parte dell'Africa orientale fra il XIV e il XV secolo. Nei racconti popolari di numerose etnie di Uganda, Tanzania, Repubblica Democratica del Congo, Ruanda e Burundi, questo antico impero viene spesso rappresentato in una dimensione mitica, al punto che le figure dei re Bachwezi si confondono talvolta con quelle di divinità (per esempio nella tradizione Toro, Bunyoro e Buganda).
L'esploratore John Speke fu uno dei primi a raccogliere i racconti su Kitara; nei propri resoconti diede per scontato che questo corpus di storie avesse almeno in parte un fondamento storico. Questa posizione è stata tenuta anche dalla maggior parte degli studiosi successivi, sebbene non siano mai state trovate prove tangibili dell'esistenza storica di Kitara. 
Recentemente, alcuni storici (per esempio Jean-Pierre Chrétien) hanno ipotizzato che le vicende dei re di Kitara siano prevalentemente metaforiche, e che siano state elaborate in seguito all'invasione della regione da parte del popolo nilotico dei Luo, i cui regnanti si vantavano di discendere dai Bachwezi.